# Fleming-Neon
Fleming-Neon – miasto w Stanach Zjednoczonych, w stanie Kentucky, w hrabstwie Letcher.